# 勝山市立野向小学校
勝山市立野向小学校（かつやましりつ のむきしょうがっこう）は、福井県勝山市 野向町に所在する公立小学校。2014年からユネスコスクール加盟校。勝山市内の他の公立小学校と同様に持続可能な開発のための教育（ESD）に注力している。児童は卒業後、勝山市立勝山中部中学校へ進学する。

## 特色
ユネスコスクール認定に先駆けて、2012年度に第20回環境自治体会議が勝山市で開催されることを踏まえ、市内の小中学校では2010年度から環境教育が実施された。野向小学校では気比松原で地引網を体験しゴミ拾いを行った。ユネスコスクール加盟後にはESD教育に注力。2020年には野向町で栽培が盛んなエゴマ生産について、野向町が栽培に向いている理由や今後の課題を学習した。